# Герман, Александр Миронович
Александр Миронович Герман (1908—1959) — участник Великой Отечественной войны, командир взвода 121-го кавалерийского полка 32-й кавалерийской дивизии 3-го гвардейского кавалерийского корпуса 3-го Белорусского фронта, лейтенант. Герой Советского Союза.

## Биография
Родился 16 июня (29 июня по новому стилю) 1908 года в с. Новомарковка Акмолинской области Российской империи (ныне — Ерментауский район Акмолинской области Казахстана) в семье крестьянина. Русский.
Окончил курсы при Целиноградском райпотребсоюзе в 1931 году и вскоре призвался в армию. После армейской службы до начала Великой Отечественной войны работал счетоводом Еркентеликской конторы «Заготскот», затем бухгалтером на руднике «Тургайстрой» в Ерментауском районе Целиноградской области. Член ВКП(б)/КПСС с 1940 года.
С 26 июня 1941 года — в Красной Армии. На фронте Великой Отечественной войны — с августа 1941. Участвовал в боях на Ленинградском, Сталинградском и 3-м Белорусском фронтах. Дважды ранен — в сентябре 1941 на Ленинградском фронте и в июне 1944 на 3-м Белорусском фронте.
Командир взвода 121-го кавалерийского полка лейтенант Александр Герман 28 июня 1944 года при освобождении Борисовского района Минской области во главе группы бойцов переправился через реку Березина в районе дер. Веселово, разведал систему обороны противника и место для переправы полка. 29 июня его взвод захватил дер. Антосины на другом берегу реки и огнём обеспечил переправу эскадрона. В бою уничтожил 4 пулемёта, 2 миномёта, 3 танка, около 80 автомашин и несколько десятков гитлеровцев. В этом бою был ранен, но продолжал командовать взводом до подхода эскадрона.
Из госпиталя вышел инвалидом 2-й группы. В 1946 году был уволен в запас.
Вернулся на родину, работал секретарём парторганизации на руднике в Тургае. В начале 1950-х годов рудник был закрыт и его перевели на комбинат «Сихали» (впоследствии — горно-металлургическое объединение «Дальполиметалл» имени В. И. Ленина) в Тетюхе (Дальнегорск, Приморский край). Здесь работал помощником управляющего рудника «Верхний», возглавлял партийную организацию.
Умер 2 января 1959 года. Похоронен в Дальнегорске на старом кладбище.

## Награды
- Звание Героя Советского Союза присвоено 24 марта 1945 года.
- Награждён орденами Ленина и Красной Звезды, а также медалями.

## Память
- В Дальнегорском Дворце культуры «Горняк» проходит краевой турнир по боксу «Дети Севера», посвящённый памяти Героя Советского Союза Александра Мироновича Германа[2].